# 中央區役所前停留場
中央區役所前停留場（日语：／ Chūō-kuyakusho-mae teiryūjō */?）是位於北海道札幌市中央區的札幌市交通局（札幌市電車）一條線的鐵路車站。車站位於南1條通及石山通（國道239號）的十字路口西面。

## 歷史
- 1918年（大正7年）8月12日 - 隨著新路線設立，西11丁目站開始營業。
- 1949年（昭和24年）7月8日 - 改稱為交通局前站。
- 1958年（昭和33年）7月1日 - 隨著轉移至交通局，改稱為西11丁目站。
- 1962年（昭和37年）6月1日 - 改稱為消防局前站。
- 1972年（昭和47年）4月1日 - 札幌市被指定為政令指定都市，隨著中央區役所設立，改稱為現在的名稱。

## 車站構造
車站屬於2面2線的側式月台。十字路口的東面（南1条西10丁目）為往薄野方向、西面（南1条西11丁目）則是往西4丁目方向的月台，並且設有安全區域。安全區域設置地面融雪系統及有蓋月台。

此外，亦是距離中央車庫（1968年被廢除）最近的車站。

## 車站周邊
- 國道230號
- 札幌市中央區役所（中央區政府）
- 札幌南一条中郵政局
- 北洋銀行札幌西分店
- 北海道銀行南一条分店
- 札幌王子酒店
- 札幌市中央區民中心
- 札幌市消防局
- JOTETSU 巴士．JR北海道巴士「中央區役所前」、「西11丁目站前」站

## 相鄰停留場
札幌市交通局（札幌市電）
一條線
西8丁目停留場（SC02）－中央區役所前（SC03）－西15丁目（SC04）

## 外部連結
- 札幌市交通局（日文）